# دانشگاه نیومکزیکوی شرقی
دانشگاه نیومکزیکوی شرقی (به انگلیسی: Eastern New Mexico University) دانشگاهی ایالتی است که در «پورتیل» ایالت «نیومکزیکو» قرار دارد. دانشگاه جدیدترین موسسه آموزشی ایالتی نیومکزیکو می‌باشد که مجوز تأسیس آن در سال 1927 صادر گردید و رسماً در سال 1934 افتتاح شد.
دانشگاه همچنین دارای دو شعبه در «رویدوسو» و «رازول» می‌باشد.